# 미셸 프뢰돔
미셸 조르주 장 기슬랭 프뢰돔(프랑스어: Michel Georges Jean Ghislain Preud'homme, 1959년 1월 24일 ~ )은 벨기에의 축구 선수, 지도자로, 현역 시절 포지션은 골키퍼이다. 선수 시절에는 세계 정상급 골키퍼 가운데 하나였으며, 1994년 FIFA 월드컵에서 최고의 골키퍼로서, 처음으로 야신상을 수상하였다.
스탕다르 리에주, KV 메헬렌, SL 벤피카에서 선수 생활을 했으며, 메헬렌에서는 1987년 벨기에 컵 우승, 1988년 컵 위너스컵, UEFA 슈퍼컵 우승, 1989년 벨기에 주필러 리그 우승을 경험하였다. 1999년 40세의 나이에 선수에서 은퇴했으며, 1979년부터 1995년까지 벨기에 대표로 58경기에 출장하였다. 1994년 FIFA 월드컵 이전 대회인 1990년 FIFA 월드컵에서도 벨기에의 주전 골키퍼로 활약하였다.
은퇴 후에는 지도자의 길을 걸어, 두 차례 (2001년 1월~2002년 6월, 2006년 8월~2008 시즌 끝) 스탕다르 리에주의 감독을 맡았으며, 스탕다르 리에주는 프뢰돔의 지휘하에 25년 만에 벨기에 1부 리그에서 우승하였다. 2008-09 시즌 KAA 헨트의 감독이 되었으며, 2009-10 시즌에는 네덜란드 에레디비시의 FC 트벤터 감독이 되었다.